# Europäische Gesellschaft
Die Europäische Gesellschaft, häufig auch Europäische Aktiengesellschaft (international auch lateinisch Societas Europaea, kurz SE), ist eine Rechtsform für Aktiengesellschaften in der Europäischen Union und im Europäischen Wirtschaftsraum. Mit ihr ermöglicht die EU seit dem Jahresende 2004 die Gründung von Gesellschaften nach weitgehend einheitlichen Rechtsprinzipien.

## Merkmale der Europäischen Gesellschaft
Die Europäische Gesellschaft ist eine Gesellschaftsform europäischen Rechts. Sie hat folgende Merkmale:
- Die Europäische Gesellschaft besitzt eine eigene Rechtspersönlichkeit.[1]
- Sie ist eine Kapitalgesellschaft. Ihr Mindestkapital beträgt 120.000 Euro.[2]
- Ihr Grundkapital ist in Aktien zerlegt. Jeder Aktionär haftet nur bis zur Höhe des von ihm gezeichneten Kapitals.[3]
- Sie muss ihren Sitz in einem Staat der EU oder des EWR[4] haben, kann ihn aber jederzeit in einen anderen Mitgliedsstaat verlegen.[5]
- Ihre Aktionäre versammeln sich in der Hauptversammlung und üben grundlegende Rechte aus (sozusagen die Eigentümerrechte).
- Die Geschäftsführung kann auf folgende zwei Weisen ausgeübt werden:[6]
  - Entweder führt der Vorstand die Geschäfte und wird vom Aufsichtsrat kontrolliert (Dualistisches System),
  - oder ein Verwaltungsrat übernimmt die Leitung der SE in eigener Verantwortung (Monistisches System). Für die Führung der laufenden Geschäfte sowie für die Vertretung der „monistischen“ SE muss der Verwaltungsrat geschäftsführende Direktoren bestellen. Diese können entweder – als interne geschäftsführende Direktoren – aus dem Kreis der Verwaltungsratsmitglieder stammen; dann müssen aber die nicht-geschäftsführenden Verwaltungsratsmitglieder in der Mehrheit sein. Oder es kann sich um dem Verwaltungsrat nicht angehörende Personen handeln, dann spricht man von externen geschäftsführenden Direktoren.
- Die Aktien können nach den jeweils nationalen Vorschriften übertragen werden. Es gehört nicht zu den notwendigen Merkmalen einer Europäischen Gesellschaft, dass ihre Aktien an einer Börse gehandelt werden.[7]

Grundsätzlich gilt: „Vorbehaltlich der Bestimmungen dieser Verordnung wird eine SE in jedem Mitgliedstaat wie eine Aktiengesellschaft behandelt, die nach dem Recht des Sitzstaats der SE gegründet wurde.“

## Vorteile einer Europäischen Gesellschaft
Die SE bietet europäischen Unternehmen die Möglichkeit, EU-weit als rechtliche Einheit mit nationalen Niederlassungen/Betriebsstätten aufzutreten. Europaweit tätigen Unternehmen ermöglicht die SE, ihre Geschäfte in einer Holding zusammenzufassen und Tochtergesellschaften mit europaweit geltenden Normen zu gründen. Allerdings bleiben gewisse nationale Unterschiede noch bestehen, denn die Richtlinie zur SE schafft nur ein Rahmenwerk, das durch nationale Gesetzgebung für Aktiengesellschaften spezifiziert wird. Auf diese Weise gibt es mehr Vereinheitlichung, aber keine vollständige Deckungsgleichheit.
Durch die Struktur der SE werden grenzüberschreitende M&A-Transaktionen vereinfacht. Damit können Unternehmen eine Expansion und Neuordnung über Ländergrenzen hinweg vornehmen – ohne die teuren und zeitraubenden Formalitäten für mehrere Tochtergesellschaften in den einzelnen Staaten.
Da die SE ihren Sitz unter der Wahrung der Identität in einen anderen Mitgliedstaat verlegen kann, ohne dass eine Auflösung im Wegzugsstaat oder Neugründung im Zuzugsstaat erforderlich wäre, wird eine Sitzwahl aus rein wirtschaftlichen Gründen für Unternehmen ermöglicht.
Ein weiterer Vorteil wird in der psychologischen Wahrnehmung gesehen, da durch die Gründung der Zusammenschluss gleichwertiger Partner zumindest suggeriert wird, in der Außendarstellung jedoch nicht ein nationales Unternehmen durch ein anderes nationales Unternehmen übernommen wird (sogenannte mergers of equals).
Für Banken und Versicherungen spielt der Gesichtspunkt eine Rolle, dass sie es bei einem Betriebsstättenkonzern, für den sich die SE besonders eignet (anders als bei einem Konzern mit Tochtergesellschaften) nur mit einer Aufsichtsbehörde zu tun haben, nämlich der des Sitzstaates.
Auch von mittelständischen Unternehmen wird die SE zunehmend als Rechtsform genutzt, um ihrem internationalen Marktauftritt Rechnung zu tragen oder um die Unternehmensnachfolge mit Hilfe des monistischen Systems stufenloser zu gestalten.
Die Gewerkschaften schließlich haben die SE – der sie wegen der aushandelbaren Mitbestimmung zugleich skeptisch gegenüberstehen – laut Kommissionsbericht als Mittel entdeckt, ein gesamteuropäisches Arbeitnehmerbewusstsein zu bilden.

## Geschäftsleitung, Mitbestimmung, Rechnungslegung und Insolvenz
Die Leitung beziehungsweise Geschäftsführung einer Europäischen Gesellschaft kann (wie in Mitteleuropa üblich) in Vorstand und Aufsichtsrat geteilt oder wie im angelsächsischen Rechtsraum ein Board of Directors mit exekutiven und nicht exekutiven Managern sein. In Deutschland und Österreich wird dieses Board Verwaltungsrat genannt. Die Gründer müssen sich in der Satzung zwischen dem dualistischen und dem monistischen Modell entscheiden.
Die Beteiligung der Arbeitnehmer in der SE richtet sich nach den die Richtlinie 2001/86/EG umsetzenden (vgl. Art. 288 Abs. 3 AEUV) nationalen Umsetzungsakten. In Deutschland erfolgte die Umsetzung durch das Gesetz über die Beteiligung der Arbeitnehmer in einer Europäischen Gesellschaft (SE-Beteiligungsgesetz – SEBG) vom 22. Dezember 2004, das nach Maßgabe der Richtlinie unionsrechtskonform auszulegen ist. Die Richtlinie sieht vor, dass ein von den Arbeitnehmern gewähltes Besonderes Verhandlungsgremium (BVG) und Vertreter der Gründungsgesellschaft(en) die Arbeitnehmerbeteiligung in einer Beteiligungsvereinbarung regeln (§ 21 SEBG, Art. 4 Richtlinie 2001/86/EG). Kommt es während der sechsmonatigen Verhandlungen, die auf bis zu ein Jahr ausgedehnt werden können, nicht zu einer Einigung, greift eine sogenannte Auffanglösung (§§ 22 ff., 34 ff. SEBG, Art. 7 Richtlinie 2001/86/EG i. V. m. den Anhängen), die sich im Grundsatz an dem höchsten bisherigen Mitbestimmungsgrad in einer der beteiligten Gesellschaften bemisst, aus denen die SE hervorgegangen ist. Die Beteiligung der Arbeitnehmer umfasst sowohl ein Verfahren zur Unterrichtung und Anhörung (in Deutschland grundsätzlich durch den SE-Betriebsrat verwirklicht) als auch die Mitbestimmung in den Organen der SE. Nationales Mitbestimmungsrecht (in Deutschland z. B. MitbestG, DrittelbG) findet nach § 47 Abs. 1 Nr. 1 SEBG, Art. 13 Abs. 3 lit. a) Richtlinie 2001/86/EG auf die SE keine Anwendung. In Deutschland firmieren von den großen Gesellschaften unter anderem die Allianz (seit 13. Oktober 2006), Fresenius (seit 13. Juli 2007) und BASF (seit 14. Januar 2008) als SE, wobei alle drei Gesellschaften das dualistische Leitungssystem bei Beibehaltung der quasi-paritätischen Mitbestimmung im Aufsichtsrat als Leitungsmodell beschlossen haben. Im Zuge der Umwandlung in eine SE wurden allerdings die Aufsichtsräte auf 12 Mitglieder verkleinert und der Wegfall des Sitzes der leitenden Angestellten vereinbart. Nachdem am 25. Juli 2011 die Umwandlung der Puma AG in eine monistische SE erfolgte, beschloss die Hauptversammlung der Puma SE am 12. April 2018 den Wechsel zurück in das dualistische System.
Erste empirische Untersuchungen zeigen, dass entgegen vielfach geäußerter Vorbehalte die Mitbestimmung keinen Hinderungsgrund für die Umwandlung in eine SE darstellt.
Mehr als die Hälfte der operativ tätigen SE in der EU sind deutsche Unternehmen. Einer Untersuchung vom November 2021 zufolge vermeiden vier von fünf großen SE die paritätische Mitbestimmung im Aufsichtsrat. Davon seien schon mehr als 300.000 Beschäftigte betroffen. Dabei seien etliche von ihnen ganz überwiegend im Inland aktiv, obwohl die SE eigentlich dazu dienen sollte, grenzüberschreitend tätigen Unternehmen die Arbeit zu erleichtern. Für das Arbeitnehmerrecht auf Mitbestimmung sei daher die SE in Deutschland zu einem großen Problem geworden, so eine Analyse des Instituts für Mitbestimmung und Unternehmensführung (I.M.U.) der Hans-Böckler-Stiftung: Von den 424 im Juli 2021 aktiven deutschen SE hätten 107 mehr als 2000 Beschäftigte im Inland. Wären sie etwa Aktiengesellschaften nach deutschem Recht (AG), könnten Arbeitnehmerinnen und Arbeitnehmer im Aufsichtsrat nach dem Mitbestimmungsgesetz zahlenmäßig paritätisch mitentscheiden – so wie in den aktuell 211 deutschen AG mit mehr als 2000 Beschäftigten im Inland. Tatsächlich verfügten aber nur 21 der 107 großen SE über Aufsichtsräte, in denen zur Hälfte Vertreterinnen und Vertreter der Beschäftigten säßen.
Nach einer Entscheidung des Bundesarbeitsgerichtes vom August 2020, der sich konkret auf den Konzern SAP bezog, darf die Umwandlung einer Aktiengesellschaft in eine SE zu keiner Verschlechterung der Mitbestimmung von Beschäftigtenvertretern führen. In Oktober 2022 entschied der EuGH, der Einfluss der Gewerkschaften jedenfalls in Deutschland dürfe nicht verringert werden. Wenn es in Deutschland mehr Rechte für die Arbeitnehmervertreter gebe als in anderen EU-Staaten, dürften diese beibehalten werden. Geklagt hatten die bei SAP vertretenen Gewerkschaften IG Metall und Verdi. Im November 2024 beschränkte das Bundesarbeitsgericht die Rechte der Gewerkschaften jedoch insoweit, als er entschied, dass ein bei Gründung der SE nicht durchgeführtes Verhandlungsverfahrens über eine Arbeitnehmerbeteiligung nicht nachgeholt zu werden braucht.
Anfang 2022 verabschiedete das Europäische Parlament unter dem Titel Mehr Demokratie am Arbeitsplatz einen Maßnahmenkatalog. In diesem wird u. a. eine EU-Richtlinie gefordert, in der Mindestnormen für innerbetriebliche Mitbestimmung in europäischen Gesellschaftsrechtsformen wie der SE festgeschrieben sein sollen.
Die Rechnungslegung und die Handhabung von Insolvenzen erfolgen weiterhin nach nationalem Recht.

## Gründung
Gemäß der Verordnung (EG) Nr. 2157/2001 des Rates vom 8. Oktober 2001 über das Statut der Europäischen Gesellschaft (SE) bestehen vier verschiedene Möglichkeiten zur Gründung einer SE:
1. Zusammenschluss (Verschmelzung/Fusion) von bestehenden Gesellschaften,
2. Gründung einer Holding-Gesellschaft,
3. Gründung einer gemeinsamen Tochtergesellschaft durch mehrere Gesellschaften oder durch eine bereits bestehende SE,
4. Umwandlung einer nationalen Aktiengesellschaft.
Folgende Bedingungen müssen außerdem erfüllt sein:
- Grundsätzlich können sich nur Gesellschaften aus EU- und EWR-Mitgliedstaaten an der Gründung beteiligen. Die Einbeziehung der EWR-Gesellschaften ergibt sich aus dem Beschluss des Gemeinsamen EWR-Ausschusses Nr. 93/2002 vom 25. Juni 2002 zur Änderung des Anhangs XXII (Gesellschaftsrecht) des EWR-Abkommens, ABl L 266 vom 3. Oktober 2002, S. 69.
- Eine wesentliche Voraussetzung für die Gründung einer SE ist ein grenzüberschreitendes Element, abhängig von der jeweiligen Gründungsform (Vgl. zu den folgenden Ausführungen Art. 2 SE-VO).
  - Verschmelzung: Die beteiligten Aktiengesellschaften müssen aus mindestens zwei Mitgliedstaaten stammen (sog. Mehrstaatenbezug)
  - Holding-SE: Entweder sind wie bei der Verschmelzung mindestens zwei der beteiligten Gesellschaften in verschiedenen Mitgliedstaaten ansässig und haftungsbeschränkt, es besteht aber auch die Möglichkeit eines Zusammenschlusses von Gesellschaften aus demselben Mitgliedstaat, sofern mindestens zwei dieser Gesellschaften seit mindestens zwei Jahren über eine Tochtergesellschaft oder eine Zweigniederlassung in einem anderen Mitgliedstaat verfügen.
  - Tochter-SE: Gleich wie Holding-SE mit der zusätzlichen Möglichkeit, dass auch nicht Haftungsbeschränkte Gesellschaften eine SE Tochter gründen können.
  - Umwandlungs-SE: Die umzuwandelnde Aktiengesellschaft muss seit mindestens zwei Jahren eine Tochtergesellschaft in einem anderen Mitgliedstaat haben, eine Zweigniederlassung genügt nicht.
  - Tochter-SE einer bestehenden SE: kein grenzüberschreitendes Element notwendig, weil dieses bereits bei der Gründung der ursprünglichen SE erfüllt war.
- Das Kapital muss mindestens 120.000 Euro betragen.
- Welche Rechtsträger zur Gründung einer Societas Europaea berechtigt sind, hängt von der jeweiligen Gründungsform ab. Zur Gründung einer SE durch Verschmelzung sind ausschließlich Aktiengesellschaften berechtigt, eine Holding-SE kann von Aktiengesellschaften und Gesellschaften mit beschränkter Haftung gegründet werden. Eine gemeinsame Tochter-SE kann von allen Gesellschaften nach Art. 54 Abs. 2 AEUV (darunter fallen die Kapitalgesellschaften und Personengesellschaften sowie weitere juristische Personen mit Erwerbszweck) sowie von anderen juristischen Personen des öffentlichen oder privaten Rechts gegründet werden. Die Umwandlung in eine SE steht wiederum nur Aktiengesellschaften zur Verfügung. Als fünfte Gründungsvariante sieht die SE-VO die Gründung einer Tochter-SE durch eine bestehende SE vor. Eine bereits gegründete SE kann sich an allen Gründungsformen beteiligen.

## Information und Förderungen
Im EU-Budget ist ein Betrag vorgesehen, um die Arbeitnehmer auf die Umstellungs-Verhandlungen vorzubereiten. In der Haushaltslinie B3-4003 heißt es: Ein prioritäres Ziel ist der „Austausch von Informationen und Erfahrungen zur Vorbereitung der Arbeitnehmer in der Europäischen Aktiengesellschaft auf Information, Anhörung und Mitwirkung.“

## Rechtliche Grundlagen

### Europäische Union
Rechtsgrundlage für die Europäische Aktiengesellschaft ist die Verordnung (EG) Nr. 2157/2001 über das Statut der Europäischen Gesellschaft (SE) vom 8. Oktober 2001. Die Verordnung ist nach einer Übergangsfrist von drei Jahren am 8. Oktober 2004 in Kraft getreten. Wie alle Verordnungen der Europäischen Union ist auch die SE-Verordnung unmittelbar geltendes Recht, d. h., sie musste von den EU-Mitgliedstaaten nicht gesondert in nationales Recht umgesetzt werden.
Ergänzt wird die SE-Verordnung durch die Richtlinie 2001/86/EG zur Ergänzung des Statuts der Europäischen Gesellschaft hinsichtlich der Beteiligung der Arbeitnehmer vom 8. Oktober 2001. Die Richtlinie entfaltet keine unmittelbare Rechtswirkung. Sie muss daher von den EU-Mitgliedstaaten in nationales Recht umgesetzt werden.
Die Europäische Kommission hat am 17. November 2010 einen Bericht an das Europäische Parlament und den Rat über die Anwendung der Verordnung vom 8. Oktober 2001 vorgelegt, in dem sie die bisherigen Erfahrungen mit der SE zusammenfasst und einige rechtliche Verbesserungen anregt und Vorschläge dazu in Aussicht stellt. Sie schlägt dabei insbesondere eine Vereinfachung des zeitaufwändigen und komplexen Gründungsverfahrens vor.

### Deutschsprachiger Raum

#### Deutschland
In Deutschland hat der Bundestag das Gesetz zur Einführung der Europäischen Gesellschaft (SE-Einführungsgesetz) beschlossen, das am 29. Dezember 2004 in Kraft getreten ist.
Das SE-Einführungsgesetz besteht im Wesentlichen aus zwei Einzelgesetzen: dem Gesetz über die Ausführung der EG-Verordnung über das Statut der Europäischen Gesellschaft (SEAG) und dem Gesetz über die Beteiligung der Arbeitnehmer in einer Europäischen Gesellschaft (SEBG). Das SEAG ergänzt die Verordnung (EG) Nr. 2157/2001 des Rates vom 8. Oktober 2001 über das Statut der Europäischen Gesellschaft (SE-Verordnung), das SEBG setzt die Richtlinie 2001/86/EG des Rates vom 8. Oktober 2001 zur Ergänzung des Statuts der Europäischen Gesellschaft hinsichtlich der Beteiligung der Arbeitnehmer (SE-Richtlinie) in deutsches Recht um.

#### Österreich
In Österreich wurde das SE-Gesetz am 24. Juni 2004 im Bundesgesetzblatt veröffentlicht.

#### Belgien
In Belgien wurde die Gesellschaftsform über den Königlichen Erlass zur Ausführung der Verordnung über das Statut der Europäischen Gesellschaft vom 1. September 2004 in das nationale Recht umgesetzt; dies erfolgte durch Änderung des Gesellschaftsgesetzbuches, in dem also nun die einschlägigen Bestimmungen zu finden sind. Bereits Ende 2004 wurden die ersten Europäischen Gesellschaften in Belgien gegründet.

#### Liechtenstein
Da Liechtenstein Mitglied des EWR ist, sind SE-Gründung mit einer Gesellschaft mit Sitz in Liechtenstein oder von Gesellschaften in Liechtenstein möglich. Das Liechtensteinische SE-Gesetz datiert vom 25. November 2005.

#### Schweiz
Die Schweiz ist weder Mitglied der EU noch des EWR. Die SE-Gründung mit einer Gesellschaft mit Sitz in der Schweiz oder von Gesellschaften in der Schweiz ist daher zurzeit nicht möglich.

### Satzungsrecht der SE
Europäische Aktiengesellschaften sind dazu verpflichtet, sich eine Satzung zu geben. Die Besonderheit bei der SE besteht darin, dass die Satzung dort, wo die SE-Verordnung ihr für Regelungen ausdrücklich einen Spielraum eröffnet, sogar nationalen Gesetzen vorgeht. In Bereichen, die die SE-Verordnung nicht oder nur teilweise regelt, muss sie sich allerdings in den dann ergänzend anwendbaren nationalen Rechtsrahmen einfügen. Diese auf den ersten Blick ungewöhnliche Normenhierarchie ist in Artikel 9 der SE-Verordnung festgelegt; sie beruht darauf, dass es sich bei der SE um eine Rechtsform europäischen Rechts handelt, auf die das nationale Recht des Sitzstaates nur ergänzend anwendbar ist.

## Steuerliche Behandlung
Der Regelungsgehalt der SE-Verordnung umfasst nicht die steuerrechtlichen Verhältnisse der Europäischen Aktiengesellschaft. Daher weicht die steuerliche Behandlung der SE gem. Art. 10 SE-VO nicht von der einer nationalen Aktiengesellschaft des Sitzstaates ab. Sie folgt grundsätzlich den örtlichen Steuergesetzen.
Angesichts der typischerweise – innerhalb des Binnenmarkts – grenzüberschreitenden Tätigkeit der SE sind daneben europarechtliche Vorschriften zu berücksichtigen. Zum einen müssen sich alle nationalen Regelungen am primären Gemeinschaftsrecht messen lassen. Bezugspunkt zu Beurteilungen durch den Europäischen Gerichtshof stellen häufig die im EG-Vertrag kodifizierten Grundfreiheiten dar. Zum anderen nimmt das sekundäre Gemeinschaftsrecht, insbesondere in Gestalt der Fusionsrichtlinie und der Mutter-/Tochter-Richtlinie, erheblichen Einfluss auf die steuerliche Behandlung der SE. Die Europäische Gemeinschaft hat die persönlichen Anwendungsbereiche dieser Rechtsakte hierfür in jüngster Zeit expressis verbis auf die SE ausgedehnt. Nach h. M. sind die Richtlinien allerdings schon aufgrund des Gleichbehandlungsgebots mit nationalen Gesellschaften anwendbar.

## Praktische Bedeutung
Das European Trade Union Institute for Research, eine Einrichtung des Europäischen Gewerkschaftsbundes, beobachtete die Zahl der SE-Gründungen seit dem Inkrafttreten der EU-Verordnung am 8. Oktober 2004. Die statistischen Auswertungen bis zum Jahr 2018 sind auf seiner Webseite veröffentlicht worden.
Danach war in den ersten Jahren nach Inkrafttreten der EU-Verordnung die Anzahl der gegründeten SEs zunächst gering, stieg dann aber über die Jahre hinweg deutlich an. Auffallend war dabei, dass die Zahl der SE-Gründungen sich in den verschiedenen Ländern deutlich voneinander unterschieden.
Im Jahr 2007 waren erst 70 SE-Gründungen registriert, im Jahre 2010 etwa 500, im Jahr 2013 etwa 2052 und im März 2017 waren 2695 SE-Gründungen registriert.
Betrachtet in Abschnitten von drei Jahren ist die Häufigkeit von SE-Neugründungen nach einem Maximum zwischen den Jahren 2010 und 2013 im Betrachtungszeitraum zwischen den Jahren 2013 bis 2016 rückläufig gewesen.